# Mapania neblina
Mapania neblina är en halvgräsart som beskrevs av David Alan Simpson. Mapania neblina ingår i släktet Mapania och familjen halvgräs. Inga underarter finns listade i Catalogue of Life.